# Shin Prince of Tennis
Shin Prince of Tennis (新テニスの王子様, Shin Tennis no Ōji-sama) est un manga écrit par Takeshi Konomi et dessiné par Kenichi Sakura. Il est prépublié depuis mars 2009 dans le magazine Jump Square, et quarante-quatre tomes sont sortis en mai 2025. Il s'agit de la suite du manga Prince du tennis. 
Une adaptation en série télévisée d'animation de treize épisodes produite par les studios M.S.C et Production I.G a été diffusée entre janvier 2012 et mars 2012. Une série d'OAV est commercialisée entre octobre 2014 et juin 2015. Près de dix ans après la première, une nouvelle série est diffusée à partir de juillet 2022.

## Synopsis
L'histoire se déroule après la fin de Prince du tennis, depuis que Ryōma Echizen a participé au Tournoi National.
Le camp U-17 entraîne les joueurs de tennis les plus prometteurs parmi les lycéens. À la vue des performances des joueurs collégiens, le camp ouvre ses portes à une sélection de 50 collégiens, dont fait partie la plupart des protagonistes du premier manga. Ils seront alors confrontés à de nouveaux adversaires, beaucoup plus puissants qu'eux, et devront faire preuve de persévérance pour prendre leur place.

## Personnages

### Encadrement
Nyudo Mifune : Quadragénaire bourru grand amateur de saké et éternellement vêtu d'un kimono rapiécé, il dirige le camp d'entrainement des perdants, un complexe au confort et aux équipements des plus spartiates réservé aux éliminés du camp principal. Sa méthode, d'apparence déroutante, se révèle cependant des plus efficaces car il est capable de corriger les plus gros défauts de ses élèves en à peine quelques jours. À l'issue du camp, il révèle être en réalité l'entraineur en chef de l'équipe et sélectionne 14 collégiens pour former une équipe complémentaire à celle des lycéens. 

### Lycéens de la seconde équipe
Tokugawa Kazuya (court 1) : Lycéen de terminale, réputé le meilleur joueur du court 1. Déjà présent l'année dernière avec le statut de plus grand espoir du Japon, il est écrasé dès le premier jour par Byoudouin Houou. Réalisant qu'il lui manque la rage de vaincre, compte tenu de sa trajectoire trop facile, il est entraîné par Irie et Oni pour l'acquérir, avec pour objectif de prendre le numéro 1 de Byoudouin Houou. Il s'entend assez bien avec Echizen et le sollicite souvent pour s'entraîner. 
Shuji Tanegashima (court 1 et no 2 de l’équipe première)
Irie Kanata (court 3) : Joueur sympathique et moqueur, d'apparence frêle qui est le meilleur joueur du court 3. Tout comme Oni, il fait office de gardien au court 3, son niveau réel le situant bien au-delà. Il cache volontairement sa force pour mieux surprendre ses adversaires et les forcer à progressivement révéler tout leur talent, notamment à Atobe Keigo. 
Washio Issa (court 3)
Suzuki Shun (court 3)
Nakagauchi Sotomichi (court 3)
Shinobu Miyako (court 3)
Matsudaira Chikahiko (court 3)
Toshio Takei (court 3)
Oni Juujirou (court 5) : Colosse surnommé "le gardien de la porte de l'enfer". Son niveau dépasse largement celui de son court mais il reste intentionnellement pour ne laisser passer que les joueurs méritants. Il parvient notamment à battre Momoshiro en utilisant une raquette dotée de deux cordes. Convaincu par les collégiens, il accepte finalement de les mener vers les courts plus élevés. Il était originellement le numéro 5 de la première équipe, rang qu'il laisse de côté pour entraîner Tokugawa et élever le niveau général des lycéens. Il récupère son rang au retour au camp de la première équipe. Il atteint le Ten'i Muhou no Kiwami lors de son match contre Tooyama, qu'il réussit à battre.

### Lycéens de la première équipe
Byoudouin Houou (no 1) : Capitaine de l'équipe du Japon et joueur particulièrement agressif. Il rêve de mener le Japon sur le toit du monde et cherche à tout prix à endurcir ses coéquipiers, convaincu que la faiblesse d'un seul pourrait entraîner la chute de tout le groupe. 
Shuji Tanegashima (no 2) : Second meilleur joueur, il ne prend pas part à la session d'entraînement américaine, n'aimant pas prendre l'avion. Joueur particulièrement provocateur, il cible Sanada lors du Genius 10 et parvient à l'énerver facilement. C'est un joueur de contre, capable de renvoyer n'importe quel coup. Il est le seul joueur de l'équipe première qu'Oni n'a jamais battu. 
Duke Watanabe (no 3) : Joueur réputé le plus puissant du Japon, il est capable de renvoyer le Hadokyou d'Ishida Gin à sa pleine puissance. Métis Franco-Japonais, il portait auparavant les couleurs de l'équipe de France. Peu avant un match contre l'équipe de Japon, Byoudouin sauve sa petite sœur de l'effondrement d'un toit et se blesse gravement. Les deux s'affrontent par la suite pour la victoire finale mais Byoudouin est trop affaibli et perd le match. En signe de remerciement et de respect, Watanabe choisit de rejoindre l'équipe japonaise. Ses coups spéciaux empruntent des noms propres au baseball. 
Ryoga Echizen (no 4) : demi-frère aîné d'Echizen. Ils ont vécu ensemble aux États-Unis après le décès de la mère de Ryoga et étaient très liés. Ryoga est néanmoins contraint de partir quand sa tante obtient sa garde. Il est élevé à New York, et a rejoint la première équipe pendant leur session d'entrainement à l'étranger. Il partage de nombreux traits de caractère avec Ryoma (Il emploie notamment une phrase très proche de celle de Ryoma : Mada mada daze) et se montre très protecteur envers son petit frère. Il a le tic de jongler constamment avec une orange. Il maîtrise les mêmes coups que Ryoma et Nanjiro ainsi qu'un coup droit dévastateur appelé Super Sweet Spot, qu'il enseigne à Ryoma. Il révèle par la suite qu'il est déjà membre de l'équipe américaine U-17 et n'a participé au camp japonais que pour retrouver et recruter Ryoma. 
Kaji Kazena (no 5) : Remplaçant d'Oni dans l'équipe, il est écrasé par ce dernier dès son retour au camp et perd son badge à son profit.
Ryuji Omagari (no 6) : Joueur ambidextre, capable de jouer avec deux raquettes simultanément. Parmi l'équipe première, c'est lui qui dispose de la plus grande endurance, capable de faire face à deux joueurs à lui seul. 
Kimijima Ikuto (no 7) : Star du tennis figurant déjà dans des publicités, il est surnommé "le négociateur". Il propose systématiquement des deals extrêmement avantageux pour lui à ses adversaires. Il propose à Kite et Marui de devenir son nouveau partenaire, fatigué de la violence d'Atsukyou, en échange de quoi ils devront toucher son genou gauche pendant leur match. Marui y parvient.
Atsukyou Tono (no 8) : Joueur extrêmement violent utilisant treize coups nommés "Exécutions" visant différentes parties du corps adverse. Une fois que l'adversaire a reçu les treize coups, il est paralysé. Il a subi une grave blessure au genou gauche, ce dont Kimijima se servira pour se débarrasser de lui. Touché par Marui, il ne peut plus jouer et perd donc son badge à son profit.  
Tsukimitsu Ochi (no 9) : Ancien capitaine de Hyotei qu'il a mené aux nationales. Colosse de 2,26 m, il cherche à briser psychologiquement ses adversaires. Il perd son badge contre Niou et Atobe.
Mouri Juzaburo (no 10) : Ancien joueur de Rikkai, réputé très peu sérieux. Il séchait ses entraînements au collège et son véritable niveau est un mystère. Il perd son badge contre Niou et Atobe.
Fuwa Tetsuhito (no 11)
Date Danji (no 12)
Ban Rikiya (no 13)
Izou Hakamada (no 14)
Yuuma Mutsu (no 15)
Yuuho Mustu (no 16)
Akuto Mitsuya (no 17)
Yoshiyuki Taira (no 18)
Tetsuya Hara (no 19)
Koyo Akiba (no 20)

### Équipe d'Allemagne U17
L'équipe d'Allemagne est championne du monde, titre qu'elle a remporté 8 fois d'affilée. Cette année, trois joueurs professionnels intègrent l'équipe.
Jurgen Valicevic Volk : Capitaine de l'équipe et entraineur de Tezuka. Il a tout pouvoir de décision sur son équipe qu'il dirige de façon sèche et carrée. Il ne tolère ni l'anxiété, ni l'arrogance et ne sous estime personne. Son sponsor souhaitant signer Tezuka en contrat pro, il lui demande d'attendre l'issue du championnat, soucieux du manque d'expérience de celui-ci et indiquant par la même qu'il compte intégrer Tezuka dans l'équipe allemande.
QP : Lieutenant de Volk et agent de renseignements de l'équipe allemande. Il n'est connu que sous l'acronyme "QP" (Quality of Perfection), Il est en effet réputé tellement "parfait" que tout le monde en a oublié son vrai nom.

### Équipe de Suisse U17
Elle est considérée par l'Allemagne comme leurs principaux rivaux.
Amadeus : Capitaine de l'équipe et joueur pro.

### Équipe de France U17
Camus : Capitaine de l'équipe, joueur considéré comme particulièrement créatif. Les allemands considèrent qu'il pourrait à lui seul changer la face du tennis mondial.

### Équipe d'Espagne U17
Medanoré : Capitaine de l'équipe, il revient d'une grave blessure. Son potentiel est jugé supérieur à celui de Volk.

### Équipe des États-Unis U17
L'équipe des Etats Unis est réputé être la 5e équipe mondiale. Elle veut cette année se placer dans le "Big Four" constitué habituellement de l'Allemagne, la Suisse, la France et l'Espagne.
Reinhardt : Capitaine de l'équipe, il accueille avec plaisir Ryoma dans l'équipe.
Dudu Obandu : Joueur réputé pour ses capacités physiques. Il saute tellement haut qu'il est pratiquement impossible de le lober.

## Univers

### Le camp U-17
Le camp U-17 est moderne et bénéficie d'installations à la pointe de la technologie. Le confort y est quasi parfait (dortoirs, salles de musculation, réfectoire de luxe) et la supervision poussée (présence de plusieurs coachs, qui possèdent des dossiers complets et observent les matchs par le biais de caméras).
Les règles y sont néanmoins dures : le responsable du camp décidant dès le premier jour d'éliminer 50 joueurs pour faire la place simplement en lançant des balles. Ceux n'en attrapant aucune étant exclus. Aucun des collégiens n'échouera à cette épreuve.

### Les règles
Les courts d'entraînement sont réévalués quotidiennement. Il y a régulièrement des matchs de tournante, les perdants passant alors de courts aux numéros les plus bas à des courts à des niveaux les plus hauts. C'est dans ces conditions que la plupart des personnages du premier manga tentent de faire leur place parmi les aînés. À la suite d'une première élimination vicieuse - les joueurs étant sommés d'affronter leur partenaire habituel - les gagnants défieront Irie Kanata du court numéro 3 (avec l'appui de Oni du court 5) lors d'une poule à trois matchs simples et deux matchs doubles. Si l’équipe de Irie perd, alors, les joueurs seront rétrogradés au court no 5.
Par contre, si celle d'Oni perd, alors lui seul en subira les conséquences.
A l'arrivée des 20 meilleurs joueurs, partis lors des compétitions en Europe et en Corée, les joueurs classés de la onzième à la vingtième position seront défiés par les perdants alors de retour.
Après que ces joueurs soient vaincus, les joueurs positionnés de la première à la dixième position sont défiés à leur tour, par n'importe quel joueur.
De nombreux nouveaux personnages font leur apparition, dont des anciens capitaines d'équipe comme Rikkai ou Shintenouji, et même Yamato, l'ancien capitaine de Seigaku, qui affrontera alors l'actuel capitaine de Seigaku, Tezuka Kunimitsu.
Parmi les 10 meilleurs joueurs figure aussi Ryoga, le grand frère de Ryoma qui n'était alors que mentionné dans un film.

### Le championnat du monde U-17
Peu d'informations existent sur sa nature exacte et son déroulement. Il se déroule à Sydney en Australie et les allemands en sont l'octuple tenant du titre. Il consiste en un affrontement par équipes nationales de 14 joueurs. Cette année, chaque pays peut également faire participer une équipe annexe de 14 collégiens. 
À noter que pour être membre d'une équipe nationale, il n'est pas nécessaire de posséder la nationalité du pays concerné si l'on y vit (Tezuka par exemple jouant pour l'Allemagne alors qu'il est japonais).

## Manga
L'annonce de la publication de la série a été faite dans le magazine Jump Square de décembre 2008, numéro où la série hommage Hōkago no Ōji-sama a débuté. Le premier chapitre a été publié le 4 mars 2009, et le premier volume relié est sorti le 4 août 2009.

### Liste des volumes
| no | Japonais          | Japonais          |
| no | Date de sortie    | ISBN              |
| --- | ----------------- | ----------------- |
| 1 | 4 août 2009       | 978-4-08-874724-8 |
| 2 | 4 janvier 2010    | 978-4-08-874791-0 |
| 3 | 30 avril 2010     | 978-4-08-870041-0 |
| 4 | 4 novembre 2010   | 978-4-08-870138-7 |
| 5 | 4 mars 2011       | 978-4-08-870215-5 |
| 6 | 2 septembre 2011  | 978-4-08-870331-2 |
| 7 | 4 janvier 2012    | 978-4-08-870363-3 |
| 8 | 4 juillet 2012    | 978-4-08-870472-2 |
| 9 | 2 novembre 2012   | 978-4-08-870541-5 |
| 10 | 4 avril 2013      | 978-4-08-870653-5 |
| 10.5                                                                                                  | 4 septembre 2013  | 978-4-08-870879-9 |
| 11 | 4 septembre 2013  | 978-4-08-870813-3 |
| 12 | 4 mars 2014       | 978-4-08-880050-9 |
| 13 | 4 août 2014       | 978-4-08-880159-9 |
| 14 | 4 mars 2015       | 978-4-08-880230-5 |
| 15 | 3 juillet 2015    | 978-4-08-880490-3 |
| 16 | 3 octobre 2015    | 978-4-08-880512-2 |
| 17 | 4 février 2016    | 978-4-08-880609-9 |
| 18 | 4 juillet 2016    | 978-4-08-880692-1 |
| 19 | 4 octobre 2016    | 978-4-08-880812-3 |
| 20 | 3 mars 2017       | 978-4-08-881028-7 |
| 21 | 4 août 2017       | 978-4-08-881140-6 |
| 22 | 4 décembre 2017   | 978-4-08-881293-9 |
| 23 | 2 mai 2018        | 978-4-08-881388-2 |
| 23.5                                                                                                  | 2 mai 2018        | 978-4-08-881491-9 |
| 24 | 4 septembre 2018  | 978-4-08-881572-5 |
| 25 | 4 janvier 2019    | 978-4-08-881735-4 |
| 26 | 2 mai 2019        | 978-4-08-881838-2 |
| 27 | 2 août 2019       | 978-4-08-882033-0 |
| Extra : Dans la version japonaise, le tome 27 (ISBN 978-4-08-908360-4) est sorti en édition limitée . |                   |                   |
| 28 | 4 janvier 2020    | 978-4-08-882192-4 |
| 29 | 13 mai 2020       | 978-4-08-882289-1 |
| 30 | 4 août 2020       | 978-4-08-882388-1 |
| 31 | 2 octobre 2020    | 978-4-08-882454-3 |
| 32 | 4 mars 2021       | 978-4-08-882557-1 |
| 33 | 4 juin 2021       | 978-4-08-882676-9 |
| 34 | 3 septembre 2021  | 978-4-08-882769-8 |
| 35 | 4 janvier 2022    | 978-4-08-882892-3 |
| 36 | 4 juillet 2022    | 978-4-08-883087-2 |
| 37 | 4 octobre 2022    | 978-4-08-883284-5 |
| 38 | 3 février 2023    | 978-4-08-883413-9 |
| 39 | 4 juillet 2023    | 978-4-08-883563-1 |
| 40 | 4 octobre 2023    | 978-4-08-883674-4 |
| 41 | 4 mars 2024       | 978-4-08-883833-5 |
| 42 | 4 juillet 2024    | 978-4-08-884043-7 |
| 43 | 1er novembre 2024 | 978-4-08-884218-9 |
| 44 | 2 mai 2025        | 978-4-08-884465-7 |
| 45 | 4 septembre 2025  | 978-4-08-884620-0 |

## Anime
L'adaptation en série télévisée d'animation a été annoncée en août 2011. Il a été diffusé du 4 janvier au 28 mars 2012 sur la chaine TV Tokyo à 25h50. Hors du Japon, la série est diffusée en streaming par Crunchyroll. Les coffrets DVD et Blu-ray japonais contiennent chacun un épisode bonus OAV.
La production d'une série d'OAV a été annoncée en septembre 2013. Le premier volume DVD/Blu-ray est commercialisé le 28 octobre 2014.

### Liste des épisodes
| No | Titre français            | Titre japonais       | Titre japonais          | Date de 1re diffusion |
| No | Titre français            | Kanji                | Rōmaji                  | Date de 1re diffusion |
| -- | ------------------------- | -------------------- | ----------------------- | --------------------- |
| 01 | Le retour du prince       | 王子様の帰還         | Ōji-sama no kikan       | 4 janvier 2012        |
| 02 | Le portier de l'enfer     | 地獄の番人           | Jigoku no ban'nin       | 11 janvier 2012       |
| 03 | Un tir ami                | 同士討ち             | Dōshiuchi               | 18 janvier 2012       |
| 04 | Le choix du capitaine     | 部長の選択           | Buchō no sentaku        | 25 janvier 2012       |
| 05 | Vainqueurs et perdants    | 勝者そして敗者       | Shōsha soshite haisha   | 1er février 2012      |
| 06 | Les falaises du cœur      | 心の崖               | Kokoro no gake          | 8 février 2012        |
| 07 | À partir de zéro          | ゼロからのスタート   | Zero kara no sutāto     | 15 février 2012       |
| 08 | Mission spéciale          | スペシャルミッション | Supesharu misshon       | 22 février 2012       |
| 09 | Évolution et changement   | 進化と変化           | Shinka to henka         | 29 février 2012       |
| 10 | Adieu, Kunimitsu Tezuka   | さらば 手塚国光      | Saraba Tezuka Kunimitsu | 7 mars 2012           |
| 11 | Promesse                  | 約束                 | Yakusoku                | 14 mars 2012          |
| 12 | Le début d'une révolution | 革命の火蓋           | Kakumei no hibuta       | 21 mars 2012          |
| 13 | Vers des esprit éclatants | 輝ける君たちへ       | Kagayakeru kimitachi e  | 28 mars 2012          |

## Jeu vidéo
Un jeu vidéo Nintendo 3DS a été annoncé dans le magazine Jump Square de juillet 2014. Intitulé ~Go to the top~, celui-ci est commercialisé le 5 mars 2015 au Japon.